# Vetlanda–Målilla Järnväg
Vetlanda–Målilla Järnväg (tidigare Hvetlanda-Målilla järnväg, HvMJ) var en 891 mm smalspårig järnväg mellan Vetlanda i Jönköpings län och Målilla i Kalmar län som öppnades för trafik 1906. Den byggdes som en förlängning av Vetlanda–Sävsjö Järnväg (HvSJ) österut med anslutning vidare till hamnar vid Östersjön. Rälsvikt 17,5 kg/meter. Slipersavstånd 0,73 meter.

## Historik

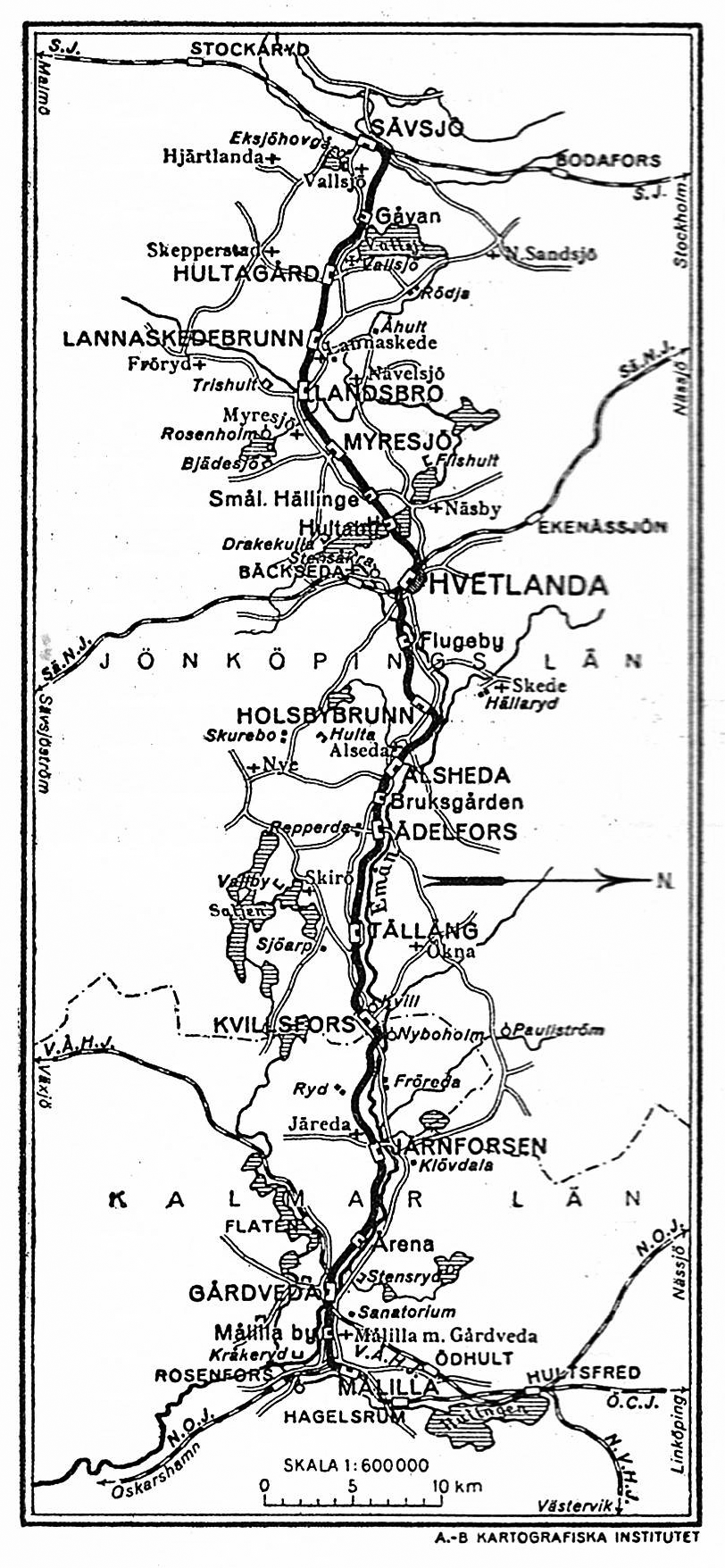
Hvetlanda Järnvägar. Karta 1926.

Vetlanda ville få tillgång till en hamn. De andra intressenterna var Nässjö–Oskarshamns Järnväg (NOJ) och Oskarshamns stad. Järnvägen skulle byggas längs Emån från Vetlanda till Målilla station vid NOJ där godset skulle omlastas. En koncession enligt planen, som var kostnadsberäknad till 1,5 miljoner kronor, godkändes 1902. Hvetlanda–Målilla Järnvägsaktiebolag bildades 1904, bolaget tog ett obligationslån på 600 000 kr som garanterades av NOJ och bygget påbörjades. Banan öppnades för allmän trafik den 21 juni 1906. Den bokförda byggnadskostnaden 1907 var 1,2 miljoner kronor med rullande material för 35 000 kr. HvSJ skulle trafikera HvMJ med sitt rullande material.
Den normalspåriga Sävsjöström–Nässjö Järnväg (SNJ) blev 1914 den andra järnvägen som efter en större ombyggnad anslöt till Vetlanda station. Detta innebar ett avbräck i transporterna via Målilla, eftersom SNJ söderut hade förbindelse med Kalmar utan behov av omlastning. Redan tidigt fanns diskussioner om att slå samman HvMJ och HvSJ, men aktieägarna i HvSJ var emot detta eftersom man hade en bra aktieutdelning, 7 %. På bolagsstämmor i slutet av 1915 beslutade man emellertid om ett sammangående och Aktiebolaget Hvetlanda Järnvägar bildades. Tillståndet att ta över koncessionerna erhölls i maj 1917 och HvMJ upphörde som eget bolag.
Riksdagen beslutade 1939 om allmänt förstatligande av enskilda järnvägar. Svenska staten köpte Vetlanda Järnvägar 1945 och 1946 uppgick järnvägen i Statens Järnvägar.

### Banan
Närheten till Emån gav redan 1910 problem med undermineringar av banvallen. Ett blandat godståg/passagerartåg välte.

### Fordon
För byggandet av banan inköptes två begagnade tanklok från Lidköping–Skara–Stenstorps Järnväg tillverkade vid Kristinehamns Mekaniska Werkstad 1874 och Nydqvist & Holm 1877. Ett antal begagnade godsvagnar köptes från Hjo–Stenstorps Järnväg och från HvSJ ett lok och ett antal godsvagnar. Ett av loken såldes 1906 och de andra två såldes till Ödegårdens Kalkbruk AB 1910/11. NOJ köpte en personboggievagn för att användas av HvMJ och HvMJ köpte en begagnad personboggiwvagn från Bredsjö–Degerfors Järnväg. För lokdriften byggdes 1906 ett rundstall i Målilla.

### Nedläggning
Nedläggningen startade i mitten på 1950-talet med godtrafiken på den korta sträckan Gårdveda–Målilla. Den 1 september 1961 upphörde all persontrafik på järnvägen. Mellan Gårdveda och Järnforsen upphörde godstrafiken 1 juni 1969, men lades officiellt ner 1972. Godtrafiken Vetlanda–Järnforsen upphörde den 30 november 1984 och det var den sista smalspåriga trafiken på banan. Spåren mellan Järnforsen och Gårdveda revs 1991.

## Nutid
Efter avstängningen av smalspåret mellan Vetlanda och Järnforsen 1984 breddades den delen av järnvägen till normalspår som 1987 återöppnade som Emådalsbanan.
Banvallen mellan Järnforsen och Gårdveda finns kvar men används bara för nergrävda kablar och det har funnits förslag på att använda den som cykelväg.